# Ernst-August-Orden

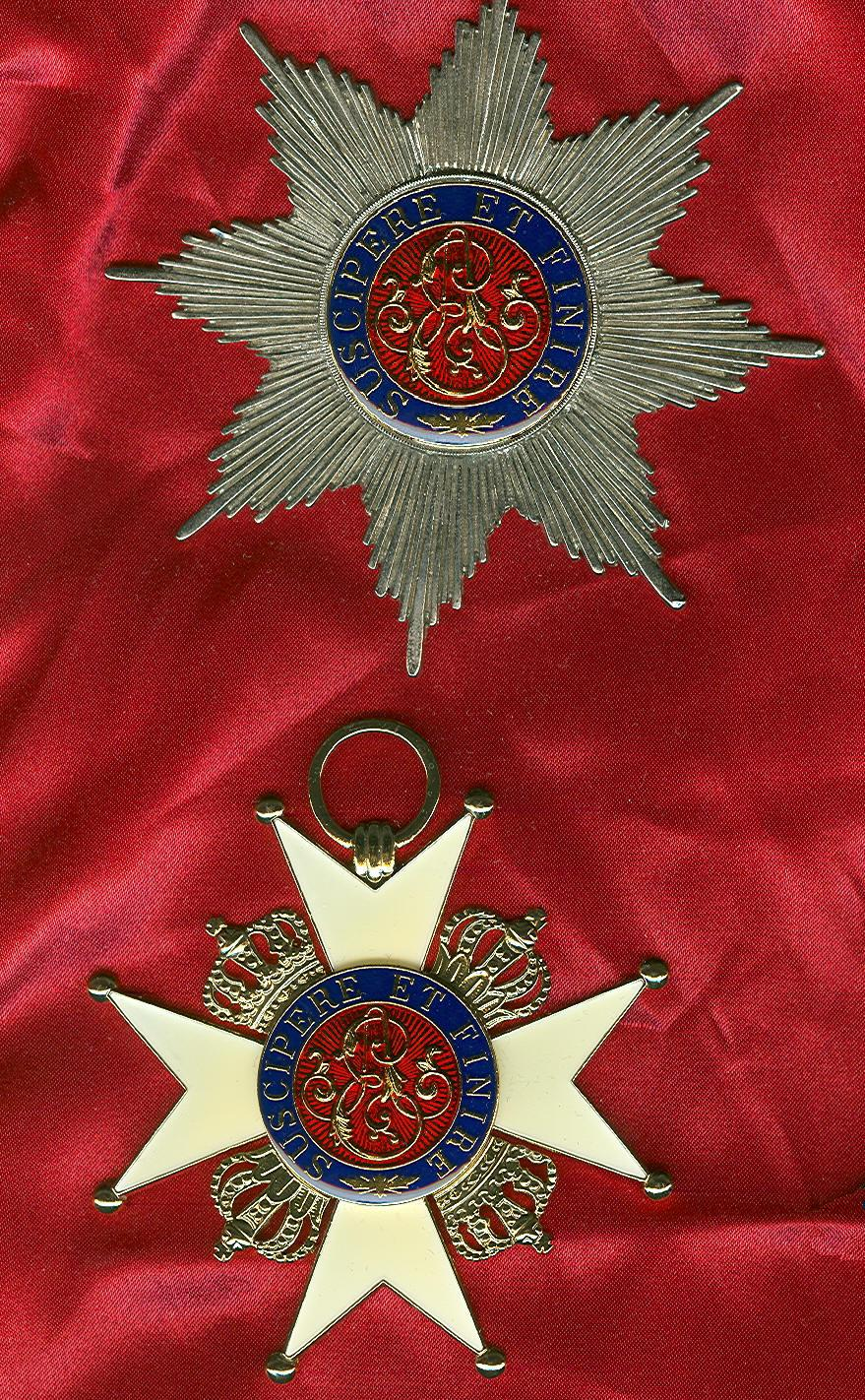
Großkreuz (Replik)

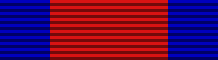
Ordensband

Der Ernst-August-Orden wurde am 15. Dezember 1865 durch König Georg V. von Hannover als allgemeiner Verdienstorden gestiftet und kam an Militär- und Zivilpersonen gleichermaßen zur Verleihung.

## Ordensklassen
Der Orden bestand aus fünf Klassen sowie einem affiliierten Verdienstkreuz in zwei Klassen:
- Großkreuz
- Komtur I. und II. Klasse
- Ritter I. und II. Klasse
  - Goldenes Verdienstkreuz
  - Silbernes Verdienstkreuz

## Ordensdekoration
Das Ordenszeichen ist ein goldgerändertes, mit goldenen Kugeln an den acht Spitzen und goldenen Königskronen in den Winkeln versehenes weißemailliertes Malteserkreuz, mit rotem Medaillon, dessen goldgeränderter blauer Reif auf der Vorderseite die goldene Devise des Königs SUSCIPERE ET FINIRE (unternehmen und zu Ende führen) und auf der Rückseite das goldene Stiftungsdatum DEN XV DECEMBER MDCCCLXV trägt. Innerhalb des Reifs sind auf der Vorderseite außerdem die Initialen von König Ernst August und auf der Rückseite die von König Georg V. zu sehen.
Bei dem Ritterkreuz der II. Klasse ist die sonst übliche Goldverzierung aus Silber.
Zum Groß- und dem Komturkreuz I. Klasse wurde ein silberner Stern verliehen, der auf der linken Brust getragen wurde.
Das Ordensband ist scharlachrot mit dunkelblauen, an den Rändern, parallelen Streifen.

## Verleihungszahlen
Obwohl mit der Annexion des Königreiches Hannover durch Preußen 1866 der Orden offiziell erloschen war, wurde er durch den exilierten König Georg V. und seinen Sohn Ernst August bis 1900 weiterhin verliehen.
| Ordensklasse             | Zeitraum  | Verleihungen       |
| ------------------------ | --------- | ------------------ |
| Großkreuz                | 1866–1900 | 42                 |
| Komtur I. Klasse         | 1866–1877 | 45                 |
| Komtur II. Klasse        | 1866–1878 | 95                 |
| Ritter I. Klasse         | 1866–1878 | 213                |
| Ritter II. Klasse        | 1866–1878 | 409                |
| Goldenes Verdienstkreuz  | 1866–1875 | 34                 |
| Silbernes Verdienstkreuz |           | nicht zu ermitteln |